# 53285 Mojmír
53285 Mojmír è un asteroide della fascia principale. Scoperto nel 1999, presenta un'orbita caratterizzata da un semiasse maggiore pari a 2,9182442 UA e da un'eccentricità di 0,1198175, inclinata di 2,70234° rispetto all'eclittica.